# Floarea Cristina Ionescu
Floarea Cristina Ionescu (Alexandria, 1972. december 9. –) román nemzetközi női  labdarúgó-játékvezető. Teljes neve Babadac-Ionescu Floarea Cristina. Polgári foglalkozása mérnök.

## Pályafutása
A FRF Játékvezető Bizottságának (JB) minősítésével a Liga II, majd a Liga I játékvezetője. A nemzeti női labdarúgó bajnokságban kiemelkedően foglalkoztatott bíró. A legjobb női játékvezetőnek tartják a román női játékvezetők között. A nemzeti játékvezetéstől 2014-ben visszavonult. 
| Időpont            | Helyszín                       | Mérkőzés típusa       | Mérkőzés                                 | Eredmény | Nézők száma |
| ------------------ | ------------------------------ | --------------------- | ---------------------------------------- | -------- | ----------- |
| 2007. november 23. | Ion-Oblemenco Stadion, Craiova | első Liga I mérkőzése | FC Universitatea Craiova–FC Gloria Buzău | 3 – 1    | 1500        |

A Román labdarúgó-szövetség JB terjesztette fel nemzetközi játékvezetőnek, a Nemzetközi Labdarúgó-szövetség (FIFA) 1999-től tartotta nyilván női bírói keretében. A FIFA JB központi nyelvei közül a angolt beszéli. FIFA JB besorolás szerint első kategóriás bíró. Több nemzetek közötti válogatott (Női labdarúgó-világbajnokság, Női labdarúgó-Európa-bajnokság, Olimpiai játékok, Algerve-kupa), valamint klubmérkőzést vezetett, vagy működő társának 4. bíróként segített. 2015-ben már nem szerepelt a FIFA JB nyilvántartásában.
A 2002-es U19-es női labdarúgó-világbajnokságon a FIFA JB bíróként alkalmazta.
| Időpont             | Helyszín                       | Mérkőzés típusa              | Mérkőzés                                       | Eredmény | Nézők száma |
| ------------------- | ------------------------------ | ---------------------------- | ---------------------------------------------- | -------- | ----------- |
| 2002. augusztus 20. | Commonwealth Stadion, Edmonton | csoportmérkőzés (A. csoport) | Japán–Kanada                                   | 0 – 4    | 15 714      |
| 2002. augusztus 25. | Commonwealth Stadion, Edmonton | egyik negyeddöntő            | Kanadai U19-es női labdarúgó-válogatott–Anglia | 6 – 2    | 23 595      |

A 2008-as U20-as női labdarúgó-világbajnokságon a FIFA JB játékvezetőként foglalkoztatta.
| Időpont            | Helyszín                               | Mérkőzés típusa              | Mérkőzés                              | Eredmény | Nézők száma |
| ------------------ | -------------------------------------- | ---------------------------- | ------------------------------------- | -------- | ----------- |
| 2008. november 27. | Nelson Oyarzún Arenas Stadion, Chillán | csoportmérkőzés (C. csoport) | Japán–Kongói Demokratikus Köztársaság | 3 – 1    | 6200        |

Négy labdarúgó-világbajnokságon, a 2003-as női labdarúgó-világbajnokságon, a 2007-es női labdarúgó-világbajnokságon, 2011-es női labdarúgó-világbajnokságon valamint a 2015-ös női labdarúgó-világbajnokságon a FIFA JB hivatalnokként vette igénybe. Selejtező mérkőzéseket az UEFA zónában irányított. Világbajnokságon vezetett mérkőzéseinek száma: 2.
| Időpont              | Helyszín                         | Mérkőzés típusa                     | Mérkőzés                                   | Eredmény |        |
| -------------------- | -------------------------------- | ----------------------------------- | ------------------------------------------ | -------- | ------ |
| 2001. november 3.    | Au Stadion, Brugg                | (2003 vb) előselejtező (2. csoport) | Svájc–Svédország                           | 0 – 5    |        |
| 2002. május 26.      | Råsunda Stadion, Solna           | (2003 vb) előselejtező (2. csoport) | Dánia–Finnország                           | 4 – 2    |        |
| 2003. szeptember 27. | RFK Stadion, Washington          | csoportmérkőzés (B. csoport)        | Franciaország–Brazília                     | 1 – 1    | 17 618 |
| 2003. október 12.    | Jassim Bin Hamad Stadion, Carson | döntő                               | Németország–Svéd női labdarúgó-válogatott  | 2 – 1    | 26 137 |
| 2005. szeptember 29. | Központi Stadion, Kutno          | (2007 vb) előselejtező (3. csoport) | Lengyelország–Spanyolország                | 3 – 2    |        |
| 2006. május 10.      | Storstadion Sandefjord           | (2007 vb) előselejtező (1. csoport) | Norvégia–Szerbia                           | 3 – 0    |        |
| 2006. augusztus 31.  | The Valley, London               | (2007 vb) előselejtező (5. csoport) | Anglia–Hollandia                           | 4 – 0    |        |
| 2010. augusztus 25.  | Linnastaadion, Rakvere           | (2011 vb) előselejtező (1. csoport) | Észtország–Izland                          | 0 – 5    |        |
| 2009. szeptember 19. | NTC Stadion, Szenc               | (2011 vb) előselejtező (2. csoport) | Szlovákia–Macedónia                        | 9 – 0    |        |
| 2010. március 27.    | Complexo Desportivo, Tocha       | (2011 vb) előselejtező (7. csoport) | Portugália–Olaszország                     | 1 – 3    |        |
| 2010. július 29.     | Bescot Stadion, Walsall          | (2011 vb) előselejtező (5. csoport) | Angol női labdarúgó-válogatott–Törökország | 3 – 0    |        |
| 2013. április 4.     | Nemzeti Stadion, Ta’ Qali        | (2015 vb) előselejtező (1. csoport) | Luxemburg–Litvánia                         | 0 – 0    |        |
| 2013. április 6.     | Nemzeti Stadion, Ta’ Qali        | 2015 vb) előselejtező (1. csoport)  | Málta–Luxemburgi női labdarúgó-válogatott  | 6 – 0    |        |
| 2013. október 31.    | Olimpiai Stadion, Antwerpen      | 2015 vb) előselejtező (5. csoport)  | Belgium–Portugál labdarúgó-válogatott      | 4 – 1    |        |
| 2013. november 28.   | MMArena, Le Mans                 | 2015 vb) előselejtező (7. csoport)  | Francia női labdarúgó-válogatott–Bulgária  | 14 – 0   |        |
| 2014. május 8.       | Svangaskarð Stadion, Toftir      | 2015 vb) előselejtező (4. csoport)  | Feröer–Lengyel női labdarúgó-válogatott    | 0 – 3    |        |

A 2005-ös női labdarúgó-Európa-bajnokságon, 2009-es női labdarúgó-Európa-bajnokságon, valamint a 2013-as női labdarúgó-Európa-bajnokságon az UEFA JB játékvezetőként foglalkoztatta. 
| Időpont              | Helyszín                            | Mérkőzés típusa                       | Mérkőzés                                                          | Eredmény | Nézők száma |
| -------------------- | ----------------------------------- | ------------------------------------- | ----------------------------------------------------------------- | -------- | ----------- |
| 2004. március 21.    | Városi Stadion, La Roda             | (2005 Eb) előselejtező (2. csoport)   | Spanyol női labdarúgó-válogatott–Holland női labdarúgó-válogatott | 0 – 0    |             |
| 2004. szeptember 29. | Mladost Stadion, Kruševac           | (2005 Eb) előselejtező (1. csoport)   | Szerb női labdarúgó-válogatott–Svájci női labdarúgó-válogatott    |          |             |
| 2004. október 16.    | Központi Stadion, Jakobstad         | (2005 Eb) rájátszás                   | Finn női labdarúgó-válogatott–Oroszország                         | 1 – 0    |             |
| 2005. június 12..    | Halliwell Jones Stadion, Warrington | csoportmérkőzés (B. csoport)          | Franciaország–Németország                                         | 0 – 3    | 3835        |
| 2007. október 27.    | Városi Stadion, Plzeň               | (2009 Eb) előselejtező (A/1. csoport) | Csehszlovák–Spanyol női labdarúgó-válogatott                      | 2 – 2    |             |
| 2008. május 7.       | Kehrwegstadion, Eupen               | (2009 Eb) előselejtező (A/4. csoport) | Belga női labdarúgó-válogatott–Német női labdarúgó-válogatott     | 0 – 5    |             |
| 2011. május 19.      | Laugardalsvöllur, Reykjavík         | (2013 Eb) előselejtező (3. csoport)   | Izlandi női labdarúgó-válogatott–Bolgár női labdarúgó-válogatott  | 6 – 0    | 1371        |
| 2011. augusztus 25.  | Haradzki Stadion, Maladzecsna       | (2013 Eb) előselejtező (5. csoport)   | Fehéroroszország–Észt női labdarúgó-válogatott                    | 2 – 1    | 1800        |
| 2011. november 23.   | Thani bin Jassim Stadion, Trani     | (2013 Eb) előselejtező (1. csoport)   | Olasz női labdarúgó-válogatott–Görögország                        | 2 – 0    | 1600        |
| 2012. március 31.    | João Cardoso Stadion, Tondela       | (2013 Eb) előselejtező (7. csoport)   | Portugál női labdarúgó-válogatott–Cseh női labdarúgó-válogatott   | 2 – 5    | 620         |

A 2004. évi nyári olimpiai játékok női labdarúgó tornáján a FIFA JB bírói szolgálatra alkalmazta.
| Időpont             | Helyszín                        | Mérkőzés típusa               | Mérkőzés                             | Eredmény | Nézők száma |
| ------------------- | ------------------------------- | ----------------------------- | ------------------------------------ | -------- | ----------- |
| 2004. augusztus 14. | Karaiskaki Stadion, Pireusz     | ecsoportmérkőzés (F. csoport) | Kína–Mexikó                          | 1 – 1    | 5112        |
| 2004. augusztus 16. | Kaftanzoglio Stadion, Szaloniki | előselejtező (G. csoport)     | Amerikai Egyesült Államok–Ausztrália | 1 – 1    | 3320        |

A 2005-ös Algerve-kupa labdarúgó-tornán a FIFA JB hivatalnokként foglalkoztatta.
| Időpont           | Helyszín              | Mérkőzés típusa | Mérkőzés                                                         | Eredmény | Nézők száma |
| ----------------- | --------------------- | --------------- | ---------------------------------------------------------------- | -------- | ----------- |
| 2005. március 15. | Algarve Stadion, Faro | döntő           | Német női labdarúgó-válogatott–Amerikai női labdarúgó-válogatott | 1 – 1    | 1000        |